# Estación de Aldehuela de la Bóveda
Aldehuela de la Bóveda es una estación de ferrocarril situada en el municipio español de Aldehuela de la Bóveda, en la provincia de Salamanca, comunidad autónoma de Castilla y León. En la actualidad las instalaciones ferroviarias se encuentran cerradas al público y no ofrecen servicios de viajeros.

## Situación ferroviaria
Las instalaciones se encuentran situadas en el punto kilométrico 39,4 de la línea férrea de ancho ibérico Medina del Campo-Vilar Formoso, entre las estaciones de Barbadillo-Calzada y La Fuente de San Esteban-Boadilla. El kilometraje se corresponde con el histórico trazado Salamanca-Vilar Formoso.

## Historia
El 25 de mayo de 1886 se abrió al tráfico el tramo Salamanca-Vilar Formoso de la línea que pretendía unir Salamanca con la frontera con Portugal, a cuyo trazado pertenecía esta estación. Su construcción fue obra de la Compañía del Ferrocarril de Salamanca a la Frontera Portuguesa, empresa de capital luso que se había constituido con el fin de prolongar el ferrocarril desde Salamanca hasta enlazarlo con la red portuguesa en Barca de Alba al norte, y Vilar Formoso, al sur. En 1928 las instalaciones pasaron a manos de la Compañía Nacional de los Ferrocarriles del Oeste, tras la incautación por el Estado de varias líneas férreas del noroeste de España cuya gestión era deficiente. Esta situación se mantuvo hasta que en 1941, tras la nacionalización de toda la red de ancho ibérico, cuando se traspasaron a la recién creada RENFE. Desde enero de 2005 el ente Adif es el titular de las instalaciones ferroviarias, mientras que Renfe Operadora explota la línea.